# Codex Squarcialupi

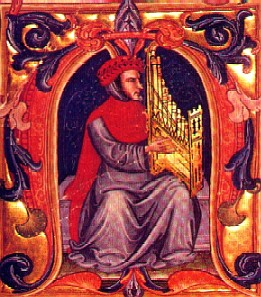
Iluminura do Codex Squarcialupi mostrando Francesco Landini tocando um organetto

O Codex Squarcialupi (Biblioteca Medicea Laurenziana, Med. Pal. 87)  é um manuscrito musical iluminado compilado em Florença, na Itália, no início do século XV. É a maior fonte de música do Trecento italiano.
Consiste de 216 fólios em pergaminho, ricamente iluminados e em boas condições. O Codex traz 146 peças completas de Francesco Landini, 37 de Bartolino da Padova, 36 de Niccolò da Perugia, 29 de Andrea da Firenze, 28 de Jacopo da Bologna, 17 de Lorenzo da Firenze, 16 de Gherardello da Firenze, 15 de Donato da Cascia, 12 de Giovanni da Cascia, 6 de Vincenzo da Rimini, além de outras avulsas de outros compositores. 16 fólios permanecem em branco, e deveriam conter peças de Paolo da Firenze, uma vez que trazem seu nome e seu retrato. 
O manuscrito quase com certeza foi elaborado no Mosteiro de Santa Maria degli Angeli, em torno de 1410-1415. No século XV o volume foi propriedade do organista Antonio Squarcialupi, depois passou para a coleção de Juliano de Médici, e então foi doado à Biblioteca Palatina no início do século XVI. No fim do século XVIII foi incorporado à Biblioteca Medicea Laurenziana. Todas as composições são canções seculares: ballate, madrigais e cacce, sendo 353 no total, e datam de 1340 a 1415. 